# Johann Jacob Grasser
Johann Jacob Grasser (24 febbraio 1579 – 20 marzo 1627) è stato uno storico e archeologo svizzero.

## Biografia
Studiò teologia ma fu attivo anche come poeta, nelle scienze e nella geografia. Divenne Magister Artium e Poeta laureatus a Basilea nel 1601. Viaggiò in Svizzera e in Europa nel 1603 al 1608. Quando era a Nîmes, scrisse un trattato sulle antichità romane. Nel 1607 gli venne attribuito il titolo di conte palatino dal Commissario Imperiale di Padova, da allora egli si definì Ioannes Iacobus Grasserus, Civis Romanus, Coming Palatinus
Fu pastore a Bennwil e a Hölstein nel 1610 al 1612 e sacrestano presso la chiesa di San Teodoro di Basilea nel 1612 al 1627. 
Pubblicò, inoltre, diverse edizioni e traduzioni, e opere sulla teologia calvinista, e sui viaggi che fece.

## Opere
- 1607 (Sulle antichità romane di Nîmes) De antiquitatibus Nemausensibus dissertatio 
  - Ripetutamente ristampata, nel 1614 con alcune delle poesie di Grasser, Poëmata: accessit De antiquitatibus Nemausensibus dissertatio
- 1610 (letteratura) Newe und volkommne Italianische Frantzösische und Englische Schatzkamer: Das ist: Wahrhaffte und eigendtliche Beschreibung aller Stätten in Italia Sicilia Sardinia Corsica Franckreich Engelland und darumb ligenden Provintzen: wie auch der denckwürdigsten Sachen so sich daselbsten jemahln zugetragen
- 1618 (teologia) Speculum theologiae mysticae. Sive Dissertationes, et meditationes allegoricae: quibus pleraque vtriusque testamenti mysteria, ex ipsis sacris literis, patribus, aliisque tam modernis, quam veteribus doctoribus varios in usus explicantur & illustrantur
- 1618 (opuscolo) Petri Calvi tridentini jur. utriusq. doct. oratio renuntiatoria, Basileae
- 1619 (opuscolo sulla Grande Cometa del 1618) Christliches Bedencken vber den Erschrockenlichen Cometen, So verschienen Novemb. Vnd Decemb. Ann. 1618 (1664 ed. Christenliches Bedencken auch natuerlicher, historischer und schrifftmaessigen Bericht von dem erschrocklichen Cometen der in dem ausslauffenden 1618. Jahr sich in Europa sehen lassen)
- 1624 (storiografia) Schweitzerisch Helden Buch: darinn die denkwürdigste Thaten und Sachen gemeiner loblicher Eydgnossschafft, alss Regiments Enderungen, Befreyungen, Krieg, Schlachten, Vertrag, Bündnussen, und andre namhaffte Handlungen, wie zugleich der fürnembsten Patrioten Lebensbeschreibungen : nicht nur auss allerhandt getruckten : sondern auch auss drey fürnemmen alten geschriebenen Chronicken, zu auffmunterung der alten Eydgnosssischen Dapfferkeit, und Beschirmung der theror erworbenen Freyheit
- 1623  Waldenser Chronick von den Verfolgungen so die Waldenser, Albigenser, Picarder und Hussiten
- 1624  Historischer Lustgarten: Mit den denckwürdigsten Historien und Sachen gezieret, etc
- 1624 Itinerarium historico-politicum, quod ex inclyta ad Moen. Francofordia per celebriores Helvetiae et regni Arelatensis urbes in uniuersam extenditur Italiam
- (1636) (opuscolo) Ein Christenliche Trewhertzige wolmeynende warnung, Anmahnung vnd erjnerrung: An alle Menschen
- (1672)  Christlicher In Gottes Wort gegründeter aber mißdeuteter und übel auffgenommener Predigten erstes Par: Worinnen gehandelt wird Erstlich/ Vom Ampt der Kirchen und Seelen-Wachtern. Auß dem Propheten Ezechiel c. 3. v. 17- 21. Demnach von dem Danck/ welchen getreue Prediger und Seelen-Wachter von der Welt/ gemeinlich zu gewarten haben. Auß dem Propheten Amos c. 7, v. 10-17.

Edizioni
- 1605 Polyhistor vel Rerum toto orbe memorabilium thesaurus (Gaius Julius Solinus)
- 1609 P. Papinii Statii opera quae extant omnia (Publius Papinius Statius)
- 1617 Epithetorum opus perfectissimum (Ravisius Textor)

Traduzioni
- 1610 Opera didactica, Lehr- u. Trostreicher Tractat  (Pierre Dumoulin)
- 1615 Zwo merckliche und dieser Zeit sehr lesenswürdige Missiven: Eine an König in Frankreich, die andre an Papst zu Rom : Betreffendt ein wohlbedenckliche Reformation der Jesuiten  (Théophile Raynaud)